# Pontcharra
Pontcharra település Franciaországban, Isère megyében. Lakosainak száma 7373 fő (2022. január 1.). Pontcharra Saint-Maximin, Crêts-en-Belledonne, Laissaud, Allevard, Barraux, La Buissière, Chapareillan és Le Cheylas községekkel határos.

## Népesség
A település népességének változása:
| Lakosok száma | 3929 | 5473 | 5824 | 7027 | 7320 | 7258 | 7344 | 7348 | 7349 | 7373 |
|               | 1968 | 1982 | 1990 | 2006 | 2013 | 2015 | 2017 | 2019 | 2020 | 2022 |

## Testvérvárosok
- Rovasenda, Olaszország, 1973 óta